# 旗隊領袖

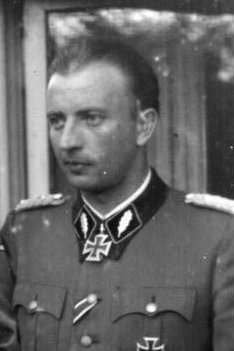
親衛隊全國領袖海因里希·希姆萊的副官赫爾曼·菲格萊因是一名親衛隊旗隊領袖。

親衛隊旗隊領袖（德語：Standartenführer）是納粹德國準軍事組織「親衛隊」中的一個階級，首創於1925年，並於1928年成為納粹黨內部最早創建的軍官階級之一。本階級主要授予親衛隊與衝鋒隊中負責指揮「旗隊」－－一種人員規模介於300至500人的團級組織－的軍官。
1929年，該階級被分為「一等旗隊領袖」與「二等旗隊領袖」兩個階級；不過隨著親衛隊與衝鋒隊規模的不斷擴張，其階級系統亦已發展出容納更多軍官職位的能力，故已沒有必要透過分割旗隊領袖階級的方式來擴充編制，該決定遂於1930年遭到廢棄。在武裝親衛隊中，本階級相當於德意志國防軍上校。
親衛隊旗隊領袖以一置於黑底襟章上的單片橡葉作為識別標記；本階級也是第一個不採用「SS」圖樣而以兩片相同襟章作為標記的階級。1938年時，本階級開始採用與德意志國防軍上校相同樣式的肩章。

## 標記

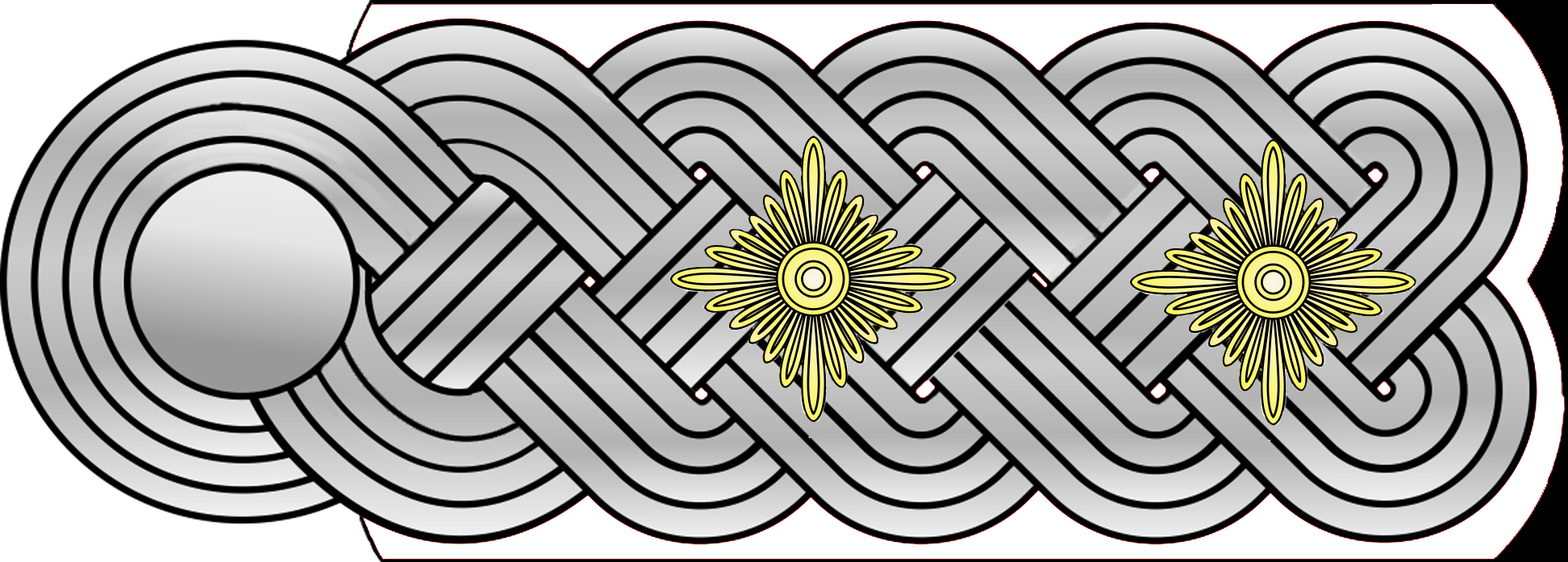
肩章 （親衛隊步兵部隊）
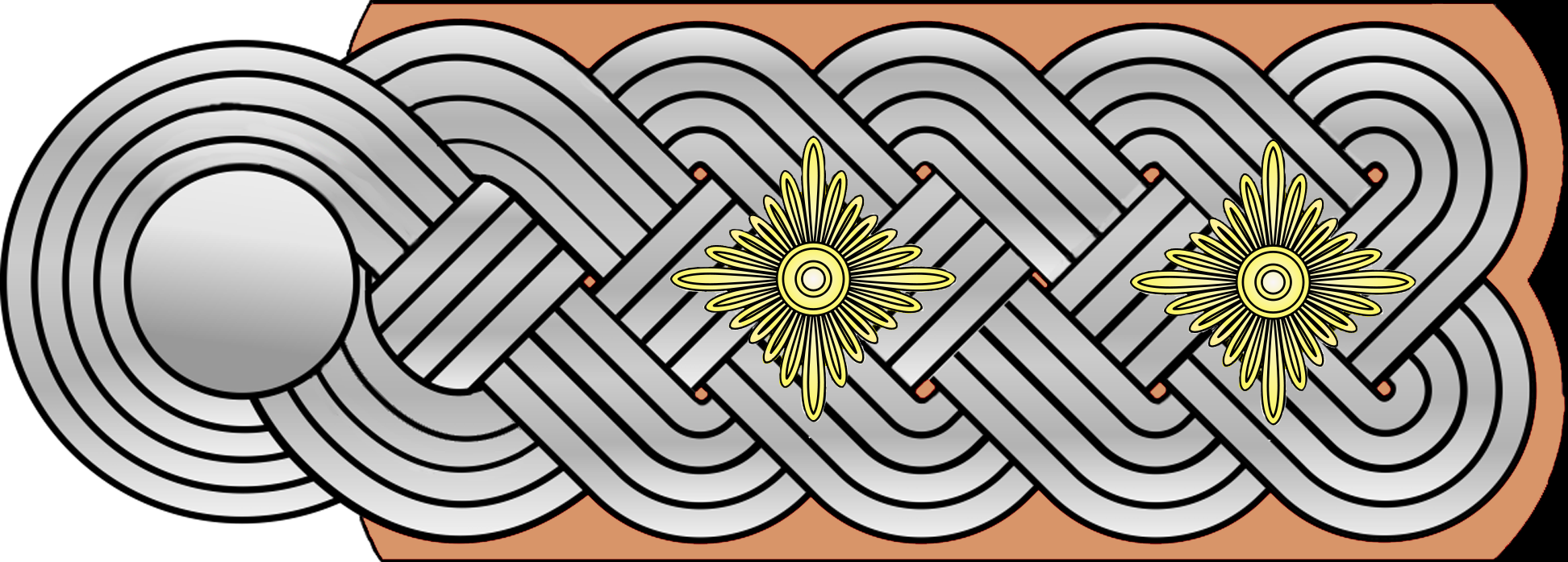
肩章 （親衛隊偵察部隊）
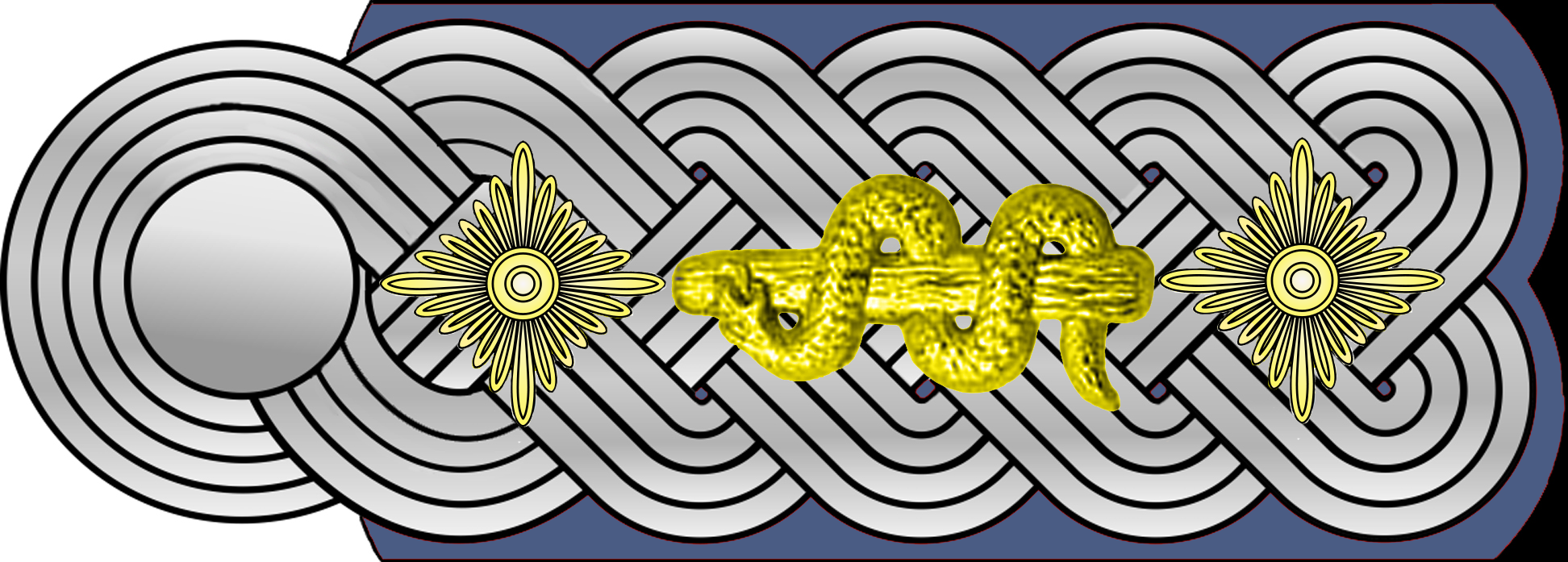
肩章 （親衛隊醫療部隊）
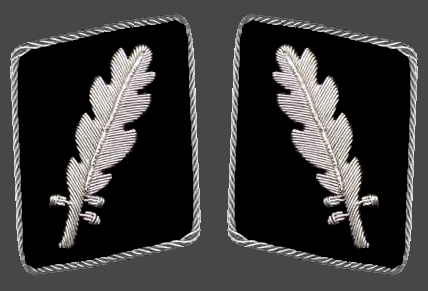
襟章
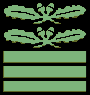
袖章

## 引用
1. 1 2  McNab (II) 2009，第15頁.
2. ↑  McNab 2009，第30頁.
3. ↑  Stein 1984，第297頁.
4. 1 2  Flaherty 2004，第148頁.
5. ↑  Stein 1984，第300頁.

## 圖書
- Flaherty, T. H. . Time-Life Books, Inc. 2004 [1988]. ISBN 1 84447 073 3.
- McNab, Chris. . Amber Books Ltd. 2009. ISBN 978-1-906626-49-5.
- McNab (II), Chris. . Amber Books Ltd. 2009. ISBN 978-1-906626-51-8.
- Stein, George. . Cornell University Press. 1984 [1966]. ISBN 0-8014-9275-0.
- Wasser, Bruno: Himmlers Raumplanung im Osten, Basel, Berlin und Boston 1993, Seite 347, ISBN 3-7643-2852-5
- Yerger, Mark C. . Schiffer Publishing Ltd. 1997. ISBN 0-7643-0145-4.